# Tetrachaetus simplex
Tetrachaetus simplex är en tvåvingeart som beskrevs av Octave Parent 1933. Tetrachaetus simplex ingår i släktet Tetrachaetus och familjen styltflugor. Inga underarter finns listade i Catalogue of Life.